# Parcul Gării de Nord
Parcul Gării de Nord, cu o suprafață de 18.940 m² se află în București, între Gara de Nord și clădirea Palatul CFR, ce adăpostește Ministerul transporturilor.
Parcul Gării de Nord a fost amenajat odată cu construirea palatului C. F. R. (1937-1938) și a fost reamenajat de mai multe ori: în anul 1950 (Anuarul Statistic al Municipiului București, 1963, după Georgescu F., Cebuc A. Daiche P, 1966, parcul este renovat în anul 1960). 
Cel mai recent, parcul Gării de Nord a fost reamenajat în cadrul unui proiect ce a început în toamna anului 2008 și a fost finalizat în vara anului 2009.
Cu această ocazie, au fost plantați peste 600 de arbori și arbuști, 154 de plante decorative și peste 10.000 m² de gazon. De asemenea, a fost instalat un sistem de irigație care furnizează necesarul de apă pentru toată suprafața parcului, 50 de bănci, 50 de coșuri de gunoi dotate cu scrumieră și a fost construit un foișor cu mese de șah.

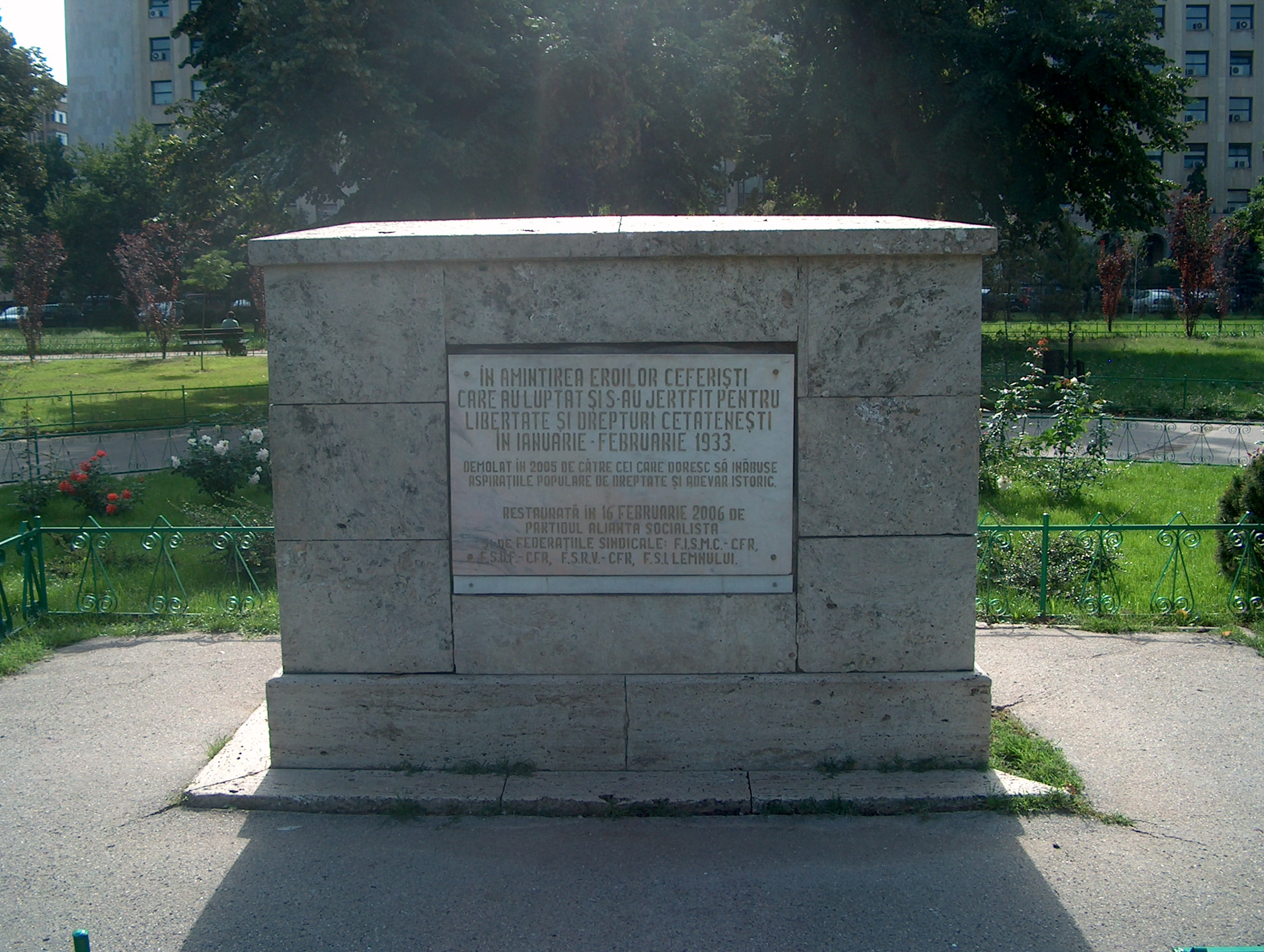
Monumentul din faţa Palatului CFR

În Parcul Gării de Nord se găsește un monument, puțin cunoscut, al Eroilor ceferiști care au luptat și s-au jertfit pentru libertate și drepturi cetățenești în ianuarie-februarie 1933. Pe placa de marmură este menționat faptul că acest monument a fost demolat în 2005 de către cei care doresc să înăbușe aspirațiile populare de dreptate și adevăr istoric și că a fost restaurat cu sprijinul mai multor federații sindicale și al Partidului Alianța Socialistă, fiind reinaugurat la 16 februarie 2006, în amintirea celor căzuți când a fost înăbușită Greva de la Atelierele CFR Grivița.